# Paul Lewis
Paul Lewis CBE (* 20. Mai 1972 in Liverpool) ist ein britischer Pianist.

## Leben
Paul Lewis lernte als Kind zunächst Violoncello und erhielt erst mit zwölf Jahren regelmäßig Klavierunterricht.
1987 begann er sein Studium bei Ryszard Bakst an der Chetham’s School of Music und wechselte 1990 zu Joan Havill an die Guildhall School of Music and Drama.
1993 wurde er Meisterschüler bei Alfred Brendel.
Beim internationalen Klavierwettbewerb in London 1994 gewann er den zweiten Preis. 1997 ernannte ihn Steinway zum „1000. Steinway Artist“.
1998 trat Paul Lewis mit dem BBC Symphonie Orchester das erste Mal bei den Proms auf.
Von 2000 bis 2002 unterrichtete er als Professor an der Royal Academy of Music. 2002 spielte er in der Wigmore Hall, die ihn für die Rising-Stars-Serie der führenden europäischen Konzerthäuser nominierte.
Paul Lewis spielte als Solist mit diversen Orchestern wie dem Royal Philharmonic Orchestra, dem Sinfonieorchester der BBC und der Wiener Kammerphilharmonie. Als Kammermusikbegleiter trat er mit Künstlern wie Yo-Yo Ma und Adrian Brendel sowie dem Leopold-String-Trio auf.
Seit Jahren tritt Lewis regelmäßig bei der Schubertiade in Schwarzenberg auf. Er spielte außerdem bei zahlreichen Festivals, so dem Klavierfestival in Luzern, den Ruhrfestspielen und dem Festival de Roque-d'Anthéron im Département Bouches-du-Rhône. Wie bei Francesco Libetta wurde dieses Konzert direkt aufgezeichnet und später als DVD veröffentlicht.

## Repertoire
Paul Lewis ist neben Till Fellner und Kit Armstrong der bekannteste Schüler Alfred Brendels. So ist es nicht verwunderlich, dass sich Repertoire und Interpretation eng am Lehrer orientieren. Wie Brendel bevorzugt Lewis Werke Franz Schuberts, Beethovens und Liszts. 2001 und 2002 spielte er sämtliche Klaviersonaten Schuberts in der Wigmore Hall und arbeitet seitdem an einer Gesamtaufnahme der Werke. Lewis unternahm Konzertreisen unter anderem durch Australien, Neuseeland und die Vereinigten Staaten. 2009 legte er außerdem eine Gesamtaufnahme der Beethovensonaten vor.
Sein Spiel ist erfüllt und um Werktreue bemüht, ohne dabei kalt oder mechanisch zu wirken. Sein klangschöner Anschlag ist nicht forciert, manchmal etwas zurückhaltend; die Artikulation deutlich, aber nicht detailverliebt.
Bei Schubert arbeitet er sich – auch bei kleinen Stücken – durch natürliches Rubato in die emotionalen Tiefen der Musik ein und unterstreicht durch feine Nuancen deren dramatisch-psychologischen Aufbau. So beleuchtet er etwa das (häufig als Klavierschülerstück gehörte) aus dem Ballettsaal bekannte tänzerische Moment musicaux Nr. 3 in f-Moll mit Ernst, während er die Ecksätze des vierten in cis-Moll zurückhaltend spielt und den emotionalen Schwerpunkt auf den Mittelteil in Des-Dur legt.
Wie sein Lehrer verzichtet er bei Liszt auf die titanische Gebärde und das Dämonisch-Exzessive. Unter seinen Händen wirkt die h-Moll-Sonate nie überhitzt. Gegenüber Brendel ist sein Klang etwas weicher, so dass sein Spiel in lyrischen Passagen eine poetisch-gedämpfte Ausstrahlung hat.
Die Betonung des Poetisch-Klanglichen führt in Beethovens schnellen Sätzen – so in den Sonaten op. 31 oder dem Allegro con brio der Waldsteinsonate – zu ungewöhnlich langsamen Tempi.